# Snowboard a 2012. évi téli ifjúsági olimpiai játékokon
A 2012. évi téli ifjúsági olimpiai játékokon a snowboard versenyeit január 14. és 19. között rendezték Innsbruckban. Összesen 4 versenyszámban avattak ifjúsági olimpiai bajnokot.
A félcső versenyeken összesen 16–16 fiú és lány vett részt. A szabadstílusban a fiúknál 16, a lányok 12 versenyző indult. Egy nemzetből egy versenyző indulhatott mindegyik versenyszámban. Csak 1995-ben vagy 1996-ban született sportolók vehettek részt.

## Éremtáblázat
(A táblázatokban az egyes számoszlopok legmagasabb értéke, vagy értékei vastagítással kiemelve.)
| A 2012. évi téli ifjúsági olimpiai játékok éremtáblázata snowboardban | A 2012. évi téli ifjúsági olimpiai játékok éremtáblázata snowboardban | A 2012. évi téli ifjúsági olimpiai játékok éremtáblázata snowboardban | A 2012. évi téli ifjúsági olimpiai játékok éremtáblázata snowboardban | A 2012. évi téli ifjúsági olimpiai játékok éremtáblázata snowboardban | Olimpia  |
| --------------------------------------------------------------------- | --------------------------------------------------------------------- | --------------------------------------------------------------------- | --------------------------------------------------------------------- | --------------------------------------------------------------------- | -------- |
|                                                                       | Ország                                                                | Arany                                                                 | Ezüst                                                                 | Bronz                                                                 | Összesen |
| 1.                                                                    | Kanada (CAN)                                                          | 2                                                                     | 0                                                                     | 0                                                                     | 2        |
| 2.                                                                    | Egyesült Államok (USA)                                                | 1                                                                     | 3                                                                     | 0                                                                     | 4        |
| 3.                                                                    | Japán (JPN)                                                           | 1                                                                     | 0                                                                     | 1                                                                     | 2        |
|                                                                       |                                                                       |                                                                       |                                                                       |                                                                       |          |
| 4.                                                                    | Szlovénia (SLO)                                                       | 0                                                                     | 1                                                                     | 0                                                                     | 1        |
|                                                                       |                                                                       |                                                                       |                                                                       |                                                                       |          |
| 5.                                                                    | Franciaország (FRA)                                                   | 0                                                                     | 0                                                                     | 1                                                                     | 1        |
| 5.                                                                    | Svájc (SUI)                                                           | 0                                                                     | 0                                                                     | 1                                                                     | 1        |
| 5.                                                                    | Ausztrália (AUS)                                                      | 0                                                                     | 0                                                                     | 1                                                                     | 1        |
|                                                                       |                                                                       |                                                                       |                                                                       |                                                                       |          |
| Összesen                                                              | Összesen                                                              | 4                                                                     | 4                                                                     | 4                                                                     | 12       |

## Érmesek

### Fiú
| A 2012. évi téli ifjúsági olimpiai játékok érmesei fiú snowboardban |                                       |       |                                       |       |                                |       |
| Versenyszám                                                         | Arany                                 | Arany | Ezüst                                 | Ezüst | Bronz                          | Bronz |
| Félcső (halfpipe)                                                   | Ben Ferguson · Egyesült Államok (USA) | 93,25 | Tim-Kevin Ravnjak · Szlovénia (SLO)   | 86,75 | Hiraoka Taku · Japán (JPN)     | 84,25 |
| Slopestyle                                                          | Michael Ciccarelli · Kanada (CAN)     | 94,25 | Ben Ferguson · Egyesült Államok (USA) | 90,25 | David Habluetzel · Svájc (SUI) | 87,50 |

### Lány
| A 2012. évi téli ifjúsági olimpiai játékok érmesei lány snowboardban |                                 |       |                                       |       |                                      |       |
| Versenyszám                                                          | Arany                           | Arany | Ezüst                                 | Ezüst | Bronz                                | Bronz |
| Félcső (halfpipe)                                                    | Hikaru Ohe · Japán (JPN)        | 96,25 | Arielle Gold · Egyesült Államok (USA) | 90,00 | Lucile Lefevre · Franciaország (FRA) | 82,25 |
| Slopestyle                                                           | Audrey McManiman · Kanada (CAN) | 84,25 | Arielle Gold · Egyesült Államok (USA) | 71,75 | Alexandra Fitch · Ausztrália (AUS)   | 69,75 |